# Mongolské vojenské muzeum
Mongolské vojenské muzeum (mongolsky Монголын цэргийн музей), známé i pod názvem Muzeum mongolských ozbrojených sil, se nachází v severovýchodní části mongolského hlavního města Ulánbátaru, asi kilometr východně od centrálního Süchbátarova náměstí. Jeho expozice prezentují historii mongolského vojenství od doby kamenné přes období Čingischánovy Mongolské říše až do současnosti. Muzeum se nachází naproti armádním kasárnám. Muzeum je jednou z organizací zřizovaných a spravovaných mongolským ministerstvem obrany.

## Historie
Koncept „mongolského národního“ muzea vojenské historie byl původně vypracován ministrem a maršálem Mongolské lidové revoluční armády Gelegdordžínem Demidem (1932–1937), ale k vzniku muzea ani mnoho let poté nedošlo. Ústřední výbor Mongolská lidové strany rozhodl na svém zasedání 21. ledna 1966 o vzniku „Muzea mongolské armády“. Dekret o jeho vzniku (dekret №2) je umístěn v budově muzea. Po více než 20 letech příprav proběhlo 24. října 1987 slavnostní položení základního kamene muzea za přítomnosti generálního tajemníka Džambyna Batmöncha, ministra obrany Jamsrangijna Jondona a dalších stranických představitelů. Slavnostní otevření budovy muzea pro veřejnost proběhlo 15. března 1996.

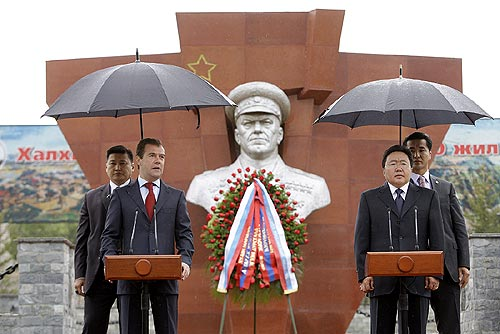
Ruský prezident Dmitrij Medveděv a prezident Mongolska Cachjagín Elbegdordž stojící před pomníkem maršála Žukova v areálu muzea během ceremoniálu k 70. výročí bitvy u řeky Chalchyn

Přibližně 300 metrů jižně od muzea, přímo u Třídy Míru, protínající Ulánbátar od západu k východu, stojí „letní sídlo“ maršála Sovětského svazu Georgije Žukova, v němž bydlel za svého pobytu v Mongolsku během bitvy u řeky Chalchyn. Dům byl v roce 1990 jako historická budova převeden do majetku ministerstva obrany a v témže roce se jako „Muzeum maršála Žukova“ stal součástí Mongolského vojenského muzea.

## Expozice

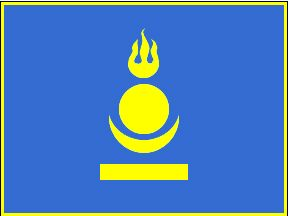
Vlajka Mongolské říše vystavovaná v muzeu

Mongolské vojenské muzeum představuje historii mongolského vojenství a armády, která Mongolsko proslavila po celém světě. Organizace se zaměřuje na shromažďování a zkoumání artefaktů a historie mongolského vojenství a jeho propagaci. Muzeum má dvě výstavní haly a 12 archivních fondů, v jeho sbírkách je více než 8000 historických artefaktů souvisejících s mongolskou armádou, z nichž je v expozicích vystaveno 3000 exponátů.
První výstavní hala se věnuje období od svrchního paleolitu do 20. století. Druhý výstavní sál představuje mongolské vojenství od počátku 20. století po současnost, zahrnuje i exponáty z působení mongolského kontingentu v rámci operace Trvalá svoboda, například šrapnel z rakety, která dopadla na iráckou základnu mongolské armády u města Díváníja, nebo dva výjimečné kusy opakovací odstřelovací pušky se zásobníkem ruské firmy Mosin-Nagant. 
Ve výstavních halách jsou vystaveny vojenské artefakty, od výzbroje a výstroje armády Mongolské říše až po uniformy Mongolské lidové armády „v sovětském stylu“.
Na prostranství před muzeem jsou vystavena vojenská vozidla a tanky a také například letoun MiG-21PFM.